# Чорнобай Роман Богданович
Рома́н Богда́нович Чорноба́й (21 грудня 1981 — 9 лютого 2015) — сержант Збройних сил України.

## Життєвий шлях
Строкову службу пройшов у Мукачевому, залишився за контрактом, командир відділення ракетно-артилерійського дивізіону 128-ї гірсько-піхотної бригади. Миротворцем служив у Косово.
В зоні бойових дій 6 місяців перебував, після 1,5-місячної відпустки знову повернувся до підрозділу на схід.
9 лютого 2015 року вояки їхали на вантажівці ЗІЛ та УАЗі від міста Артемівськ до Дебальцевого та потрапили під обстріл поблизу села Логвинове — у верхній частині «дебальцівського виступу». Дещо пізніше автівки було знайдено, а про військовиків не було відомостей. Тоді ж у ЗІЛі загинули майор Олексій Гуртов, старший лейтенант Василь Білак, солдат Роман Совлич, в УАЗі — полковники Ігор Павлов та Сергій Циганок, підполковник Артур Музика, майор Святослав Василенко, молодший сержант Антон Макаренко.
Тіла загиблих наприкінці лютого терористи передали українській стороні.
Похований 3 березня 2015-го у селі Пониква Бродівського району — звідти родом його батьки.
Без Романа лишилися дружина Тетяна та син Матвій 2010 р.н.

## Нагороди та вшанування
- Указом Президента України № 270/2015 від 15 травня 2015 року — орденом «За мужність» III ступеня (посмертно)[1]
- Почесний громадянин міста Мукачева (рішення сесії Мукачівської міської ради від 28 травня 2015, посмертно).